# Virgen de Gracia de El Run

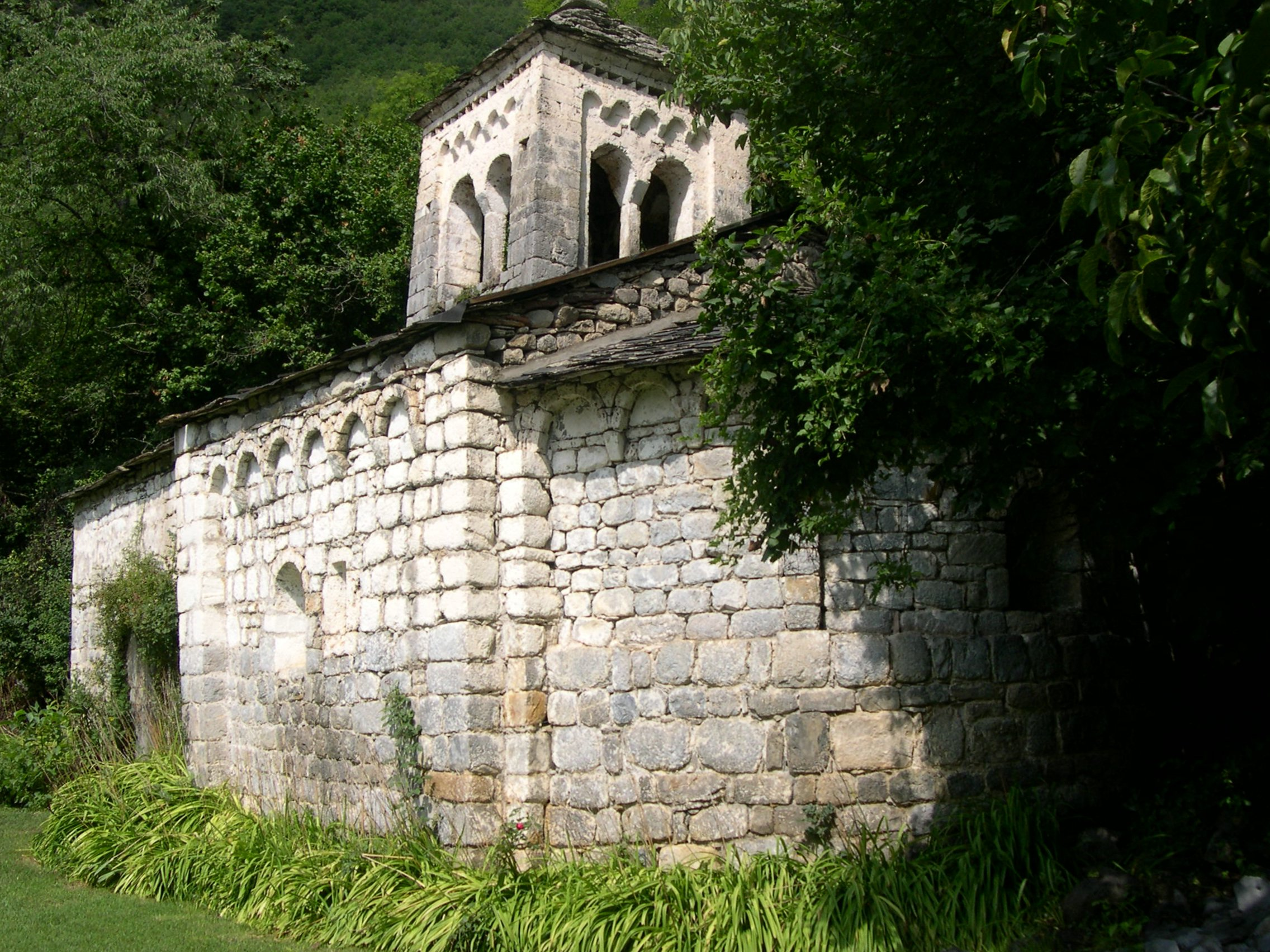
Virgen de Gracia

Die Kirche Virgen de Gracia (katalanisch Mare de Déu de Gràcia) in Castejón de Sos, einer Gemeinde in der spanischen Provinz Huesca der Autonomen Region Aragonien, wurde im 11./12. Jahrhundert errichtet. Die im Ortsteil El Run befindliche Kirche ist ein geschütztes Baudenkmal (Bien de Interés Cultural).

## Beschreibung
Die der Gottesmutter geweihte Kirche gehörte zu einer Einsiedelei. Sie wurde im 11. bzw. 12. Jahrhundert gebaut. Die Kirche ist einschiffig und schließt im Osten mit einem halbrunden Chor. Die ganze Kirche ist mit Schieferplatten gedeckt. Unter dem Dachansatz des Chores und des Kirchenschiffs verläuft ein Fries mit lombardischen Bögen. Auf dem Kirchenschiff sitzt ein Dachreiter mit Zwillingsfenstern an allen vier Seiten.